# ماغي أندرسون (ناشطة)
ماغي أندرسون (بالإنجليزية: Maggie Anderson)‏ هي ناشِطة أمريكية، ولدت في 1971 في ميامي في الولايات المتحدة.